# احتلوا نيجيريا

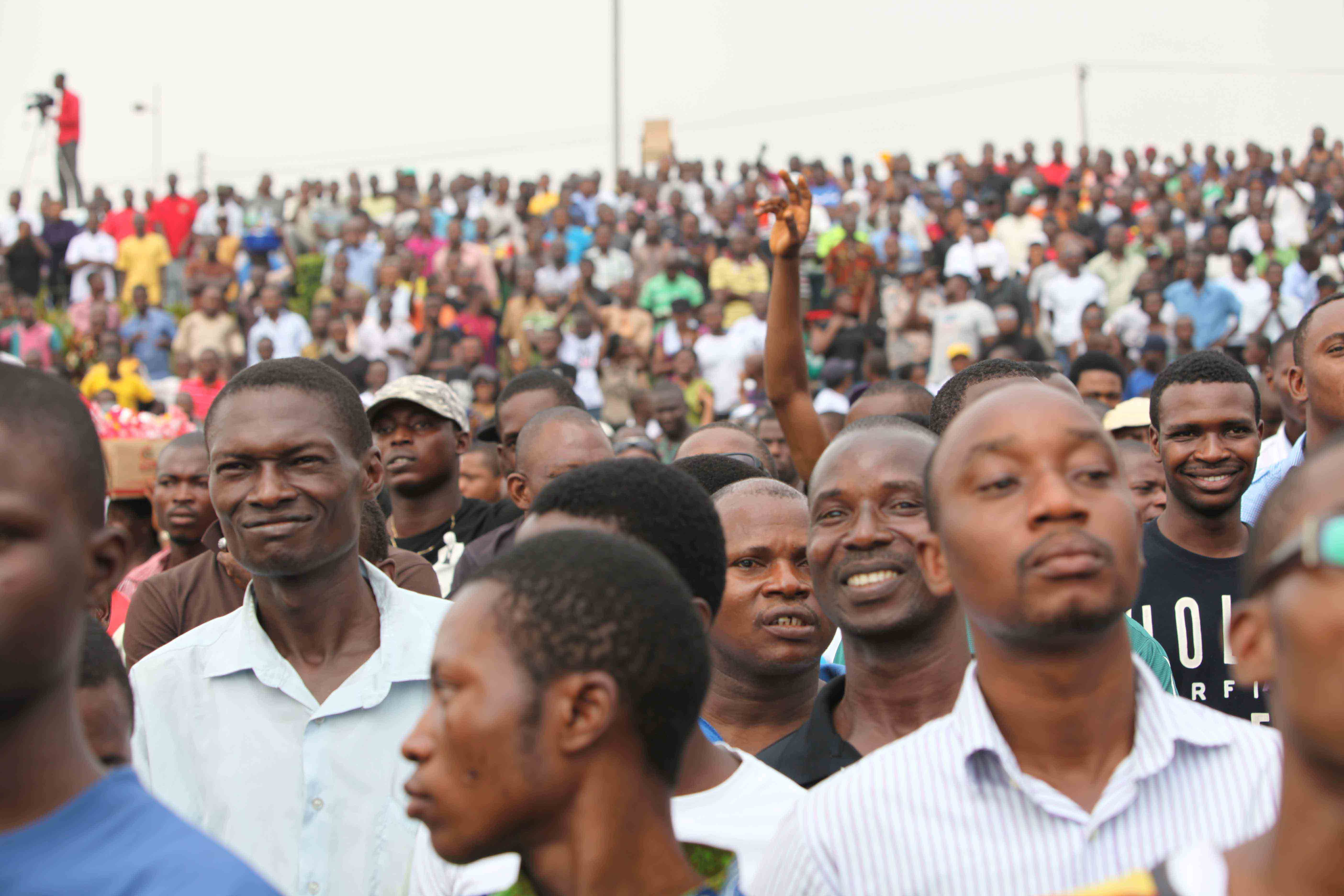
متظاهرون في أوجوتا

«احتلوا نيجيريا»، حركة احتجاجية سياسية اجتماعية بدأت في نيجيريا يوم الاثنين، 2 يناير عام 2012 استجابةً لإيقاف دعم الحكومة الفدرالية برئاسة غودلاك جوناثان المتمثل بإمدادات الوقود في يوم الأحد، 1 يناير عام 2012. انتشرت الاحتجاجات في جميع أنحاء البلاد، بما في ذلك في مدن كانو وأوجوتا (جزء من لاغوس الحضرية) وأبوجا ومينا والمفوضية العليا النيجيرية في لندن. تضمنت الاحتجاجات حركات العصيان المدني والمقاومة المدنية والإضرابات والمظاهرات والنشاطات عبر الإنترنت. كان استخدام وسائل التواصل الاجتماعي مثل تويتر وفيسبوك أمرًا بارزًا في الحركة.
خلال عام 2012، استمرت حركة احتلوا نيجيريا عبر الاجتماعات والفعاليات والإجراءات المنظمة.

## الخلفية
تُعد نيجيريا أكبر منتج للنفط في أفريقيا، لكنها ما زالت تستورد البنزين المكرر. تنتج البلاد حوالي 2.4 مليون برميل من النفط الخام يومياً ويُصدّر إلى الخارج ليتم تكريره. ولكن بسبب سنوات من الإهمال الناتج عن الفساد، توقفت المصافي المحلية عن العمل. نتيجةً لذلك، تستورد نيجيريا 70٪ من البنزين (نحو 250000 برميل يوميًا من المنتجات البترولية) إلى البلاد لبيعها لمواطنيها. ارتفع سعر البنزين من 65 نيرة (ما يعادل 0.40 دولار؛ 0.26 جنيه إسترليني) للتر الواحد إلى 141 نيرة على الأقل في محطات الوقود ومن 100 نيرة إلى 200 نيرة على الأقل في السوق السوداء، حيث يشتري العديد من النيجيريين الوقود.
نظرًا إلى أن غالبية النيجيريين يعيشون بأقل من دولارين في اليوم، يعتبر كثير من النيجيريين أن البنزين الرخيص هو المنفعة الملموسة الوحيدة التي يتلقونها من الحكومة، ولهذا السبب لقي هذا الإجراء رفضًا واسع النطاق من قبلهم. بالإضافة إلى ذلك، يعتمد الاقتصاد اعتمادًا كبيرًا على النفط الخام (لعدة أسباب منها عدم وجود البنية التحتية والخدمات الأساسية مثل الكهرباء المستقرة). والنتيجة هي ارتباط العناصر الأخرى، التي تبدو أنها غير ذي صلة، بسعر الوقود كما حدث في حالات سابقة من ارتفاع الأسعار. نظرًا لعدم توفر الكهرباء المستقرة، تعد مولدات البنزين بديلاً شائعًا للطاقة بالنسبة للشركات الصغيرة وبيوت السكن.
بدأ وقف الدعم الحكومي اعتبارًا من يوم الأحد 1 يناير عام 2012 وفقًا لما أعلنه الأمين التنفيذي لمكتب تنظيم أسعار المنتجات البترولية، ريجينالد ستانلي.

## الاحتجاجات
أغلق المتظاهرون محطات البنزين وشكلوا حواجز بشرية على طول الطرق السريعة. أعلنت النقابات العمالية الرئيسية في نيجيريا أيضًا عن قيامها بإضرابات ومظاهرات جماهيرية ابتداءً من الاثنين 9 يناير عام 2012 ما لم يعد دعم الوقود. وقال عضو حزب العمال النيجيري، كريس أويوت، لهيئة الإذاعة البريطانية (بي بي سي): «لدينا دعم كامل من العمال النيجيريين في هذا الإضراب والاحتجاج الجماعي». قال محافظ البنك المركزي النيجيري لاميدو سانوسي لبي بي سي إن الدعم (الذي كلف الحكومة نحو 8 مليارات دولار في العام الماضي) كان «غير مستدام». حاولت عدة حكومات سابقة إلغاء الدعم لكنها تراجعت في مواجهة الاحتجاجات العامة واسعة النطاق وقللت منه بدلاً من ذلك.

## الإصابات
كان مويدين مصطفى، البالغ من العمر 23 عامًا، أول شخص يُقتل أثناء الاحتجاجات على المستوى القومي بسبب وقف الدعم الحكومي للوقود. وبحسب ما ورد في التقرير، أطلقت قوات الشرطة النيجيرية النار عليه في مدينة إلورين بولاية كوارة في 3 يناير عام 2012. ونفت الشرطة التقرير قائلةً إنه طُعن من قبل متظاهرين آخرين لعدم مشاركته في الاحتجاج. دُفن مويدين يوم الأربعاء 4 يناير عام 2012، وفقًا للطقوس الإسلامية.
صدرت تقارير أخرى عن مقتل شخص إلى ثلاثة أشخاص أثناء اشتباكات بين الشرطة والمتظاهرين في 9 يناير.
في 9 يناير، أطلق أحد ضباط الشرطة التابعين لقيادة ولاية لاغوس النار على شاب يدعى أديمولا أديريند في أوغبا وقتله أثناء مظاهرات لاغوس. قُبض على الضابط بأمر من مفوض الشرطة وكان من المتوقع توجيه تهمة القتل إليه عقب التحقيق.

## احتجاجات أبوجا ولندن
خططت حركة احتلوا نيجيريا للاحتجاج في مظاهرة أخرى في إيغل سكوير في أبوجا يوم الجمعة، 6 يناير عام 2012، بينما يقام احتجاج آخر في السفارة النيجيرية في لندن. ومع ذلك، أبلغت تسريبات من الأجهزة الأمنية عن أمر صادر عن حكومة نيجيريا إلى الشرطة المتنقلة، يفيدهم بأن أفضل طريقة لوقف الاحتجاجات هي قتل واحد على الأقل من المحتجين.

## المظاهرات في مينا
في اليوم الثالث من الاحتجاجات، تجمهر حشد من الشباب، وأضرموا النار في المباني والسيارات في عاصمة ولاية نيجر. أشعل مئات من المتظاهرين النار في مكاتب الحكومة والأحزاب السياسية واستهدفوا أيضًا منازل السياسيين المحليين. وكان من بين المباني التي تعرضت للهجوم مبنى المكتب التابع للرئيس النيجيري السابق إبراهيم بابنجيدا. قُتل شرطي في مدينة مينا أثناء الهجوم على مبنى اللجنة الانتخابية.

## الاحتجاجات الدولية
وقعت احتجاجات تابعة لحركة «احتلوا نيجيريا» في بلدان أخرى لإظهار التضامن مع محنة النيجيريين في وطنهم. حصلت الأولى في المفوضية النيجيرية العليا في لندن في 6 يناير عام 2012، تلتها أخرى في مجمع البنك الدولي في العاصمة واشنطن في 9 يناير عام 2012. انضمت دول أخرى مثل بلجيكا (في عاصمتها بروكسل)، وجنوب أفريقيا إلى الاحتجاجات واحتلت السفارة النيجيرية في هذه الدول في الأسبوع الثاني من يناير عام 2012.

## رد فعل الحكومة
بعد الاجتماع الطارئ للمجلس التنفيذي الفيدرالي في أبوجا، صرح وزير الإعلام، السيد لاباران ماكو، للصحفيين بأن الحكومة ليست غافلة عن الأذى الذي لحق بالنيجيريين نتيجة للسياسة الجديدة. من أجل تخفيف هذا الأذى، قال إن الحكومة قد بدأت «خطة النقل الجماعي الضخمة» التي تهدف إلى تخفيف آثار وقف الدعم الحكومي على أنظمة المواصلات العامة. وادعى أنه سيتم توزيع 1600 مركبة للنقل الجماعي تعمل بالديزل.
كان من الغريب في الاجتماع المحوري غياب اثنين من كبار المسؤولين وأركان السياسة الجديدة: وزيرة المالية، نجوزي أوكونجو إيويالا، ووزيرة الموارد البترولية، ديزاني أليسون-مادويكي. وصرحت الصحيفة عن قول نجوزي أوكونجو إيويالا بأنها ستستقيل إذا تراجعت الرئاسة عن قرارها بإلغاء الدعم الحكومي.

## وسائل الإعلام
غطت القناتان تشانيلز تيليفيجون وغالاكسي تيليفيجون، وهما محطتان إعلاميتان محليتان في لاغوس، احتجاجات لاغوس في 3 يناير عام 2012. وصدر أيضًا تقرير عن المسيرة في مجلة الديلي تايمز في نيجيريا.
بالإضافة إلى ذلك، نشأت صفحات على فيسبوك لتشجيع النيجيريين على مستوى العالم ضد برنامج وقف الدعم الحكومي للوقود. تشكلت إحدى هذه الصفحات «رفض وقف الدعم الحكومي للوقود على الصعيد الوطني: الاستراتيجيات والاحتجاجات» في 2 يناير 2012 وضمت أكثر من 20000 عضو بحلول 9 يناير عام 2012. أبلغت مواقع الطلاب على الإنترنت في الجامعات ومدوناتهم عن احتجاجات حركة «احتلوا نيجيريا»، وكان ممثلوها الطلاب يرسلون صور مباشرة للاحتجاجات المستمرة.
استُخدم تويتر أيضًا كمنصة تواصل للمتظاهرين.
كان الفيلم الوثائقي «تأجيج الفقر» الذي صدر عام 2012 للمخرج إيشيا باكو يدور حول بعض الأحداث التي جرت أثناء أزمة دعم الوقود. حظرت الحكومة الفدرالية لنيجيريا الفيلم لكونه «استفزازيًا للغاية وقد يحرض أو يشجع الاضطراب العام ويزعزع الأمن القومي». فاز الفيلم بجائزة أفضل فيلم وثائقي في حفل توزيع جوائز الأكاديمية للأفلام الأفريقية لعام 2013. وأشاد به العديد من الناشطين ومنظمات حقوق الإنسان.